# Yūta Mikado
Yūta Mikado (japanisch 三門 雄大 Mikado Yūta; * 26. Dezember 1986 in Fujimi, Präfektur Saitama) ist ein japanischer Fußballspieler.

## Karriere
Mikado erlernte das Fußballspielen in der Universitätsmannschaft der Ryūtsū-Keizai-Universität. Seinen ersten Vertrag unterschrieb er 2009 bei Albirex Niigata. Der Verein aus Niigata spielte in der höchsten Liga des Landes, der J1 League. Für den Verein absolvierte er 138 Erstligaspiele. 2014 wechselte er zum Ligakonkurrenten Yokohama F. Marinos. Für die Marinos stand er 48-mal in der ersten Liga auf dem Spielfeld. 2016 wechselte er zum ebenfalls in der ersten Liga spielenden Avispa Fukuoka. Am Ende der Saison 2016 stieg der Verein in die zweite Liga ab. Für den Verein absolvierte er 58 Ligaspiele. 2018 wechselte er zum Ligakonkurrenten Omiya Ardija und war dort insgesamt viereinhalb Jahre aktiv. Im Sommer 2022 unterschrieb der Mittelfeldspieler einen Vertrag beim Drittligisten FC Imabari. Am Ende der Saison 2024 feierte er mit dem Verein aus Imabari die Vizemeisterschaft der dritten Liga und stieg somit in die zweite Liga auf.

## Erfolge
FC Imabari
- Japanischer Drittligavizemeister: 2024  ▲